# امور مالی آشفته
امور مالی آشفته (انگلیسی: Frenzied Finance) یک فیلم کمدی صامت کوتاه به کارگردانی بابی برنز و والتر استال است که در سال ۱۹۱۶ منتشر شد. از بازیگران این فیلم می‌توان به اولیور هاردی و اتل برتون اشاره کرد.